# Heinemanova nagrada
Heinemanova nagrada je mednarodna znanstvena nagrada za matematično fiziko, ki jo od leta 1959 vsako leto izmenično podeljujeta Ameriško fizikalno društvo (APS) in Ameriški fizikalni inštitut (AIP). Nagrada se imenuje po belgijsko-ameriškem inženirju in poslovnežu Danniu H. Heinemanu. Leta 2010 je nagrada vsebovala denarni znesek 10.000 $, certifikat z navedbami doprinosov prejemnika in potne stroške za prisotnost na srečanju kjer je podeljena.

## Prejemniki
- 2017 Carl Martin Bender[1]
- 2016 Andrew Strominger,[2][3] Cumrun Vafa[2][4]
- 2015 Pierre Ramond
- 2014 Gregory Winthrop Moore
- 2013 Mičio Džimbo, Tecudži Miva
- 2012 Giovanni Jona-Lasinio
- 2011 Herbert Spohn
- 2010 Michael Aizenman
- 2009 Carlo Becchi, Alain Rouet, Raymond Stora, Igor Viktorovič Tjutin
- 2008 Mitchell Jay Feigenbaum
- 2007 Juan Martín Maldacena, Joseph Polchinski
- 2006 Sergio Ferrara, Daniel Zissel Freedman, Peter van Nieuwenhuizen
- 2005 Giorgio Parisi
- 2004 Gabriele Veneziano
- 2003 Yvonne Choquet-Bruhat, James Wesley York mlajši
- 2002 Michael Boris Green, John Henry Schwarz
- 2001 Vladimir Igorjevič Arnold
- 2000 Sidney Richard Coleman
- 1999 Barry Malcolm McCoy, Tai Tsun Wu, Aleksander Borisovič Zamolodčikov
- 1998 Nathan Seiberg, Edward Witten
- 1997 Harry W. Lehmann
- 1996 Roy Jay Glauber
- 1995 Roman Jackiw
- 1994 Richard Lewis Arnowitt, Stanley Deser, Charles William Misner
- 1993 Martin Charles Gutzwiller
- 1992 Stanley Mandelstam
- 1991 Thomas Crawford Spencer, Jürg Fröhlich
- 1990 Jakov Grigorjevič Sinaj
- 1989 John Stewart Bell
- 1988 Julius Wess, Bruno Zumino
- 1987 Rodney James Baxter
- 1986 Aleksander Markovič Poljakov
- 1985 David Ruelle
- 1984 Robert Budington Griffiths
- 1983 Martin David Kruskal
- 1982 John Clive Ward
- 1981 Jeffrey Goldstone
- 1980 James Gilbert Glimm, Arthur Michael Jaffe
- 1979 Gerardus 't Hooft
- 1978 Elliot Hershel Lieb
- 1977 Steven Weinberg
- 1976 Stephen Hawking
- 1975 Ludvig Dimitrijevič Faddejev
- 1974 Subrahmanyan Chandrasekhar
- 1973 Kenneth Geddes Wilson
- 1972 James Daniel Bjorken
- 1971 Roger Penrose
- 1970 Joičiro Nambu
- 1969 Arthur Strong Wightman
- 1968 Sergio Fubini
- 1967 Gian Carlo Wick
- 1966 Nikolaj Nikolajevič Bogoljubov
- 1965 Freeman John Dyson
- 1964 Tullio Regge
- 1963 Keith Allan Brueckner
- 1962 Léon Van Hove
- 1961 Marvin Leonard Goldberger
- 1960 Aage Niels Bohr
- 1959 Murray Gell-Mann

Od leta 1979 Ameriško astronomsko društvo in Ameriški fizikalni inštitut podeljujeta tudi istoimensko nagrado za astrofiziko.